# دونی روبر
دونی روبر (به فرانسوی: Denis Robert) روزنامه‌نگار و نویسنده قرن بیستم میلادی اهل فرانسه است.